# 4. април
4. април (04.04) је 94. дан у години по грегоријанском календару (95. у преступној години). До краја године има још 271 дана.

## Догађаји
- 1581 — Енглеска краљица Елизабета I за витеза прогласила Френсиса Дрејка, гусара, потом адмирала, првог Енглеза који је опловио свет.
- 1660 — Чарлс II Стјуарт је објавио декларацију из Бреде, своје услове за обнову монархије у Енглеској.
- 1721 — Роберт Волпол је ступио на дужност као први премијер Уједињеног Краљевства под краљем Џорџом I.
- 1812 — Амерички председник Џејмс Медисон је увео деведесетодневни ембарго на трговину са Уједињеним Краљевством.
- 1841 — Вилијам Хенри Харисон је умро од упале плућа и тако постао први председник САД који је преминуо током мандата и председник са најкраћим мандатом.
- 1905 — У земљотресу у провинцији Лахор, тада делу Британске Индије, погинуло 19.000 људи.
- 1912 — У Тибету проглашена Кинеска република.
- 1932 — K. K. Кинг изоловао је витамин Ц на универзитету у Питсбургу.
- 1936 — Првог дана генералног штрајка студената Београда, Загреба, Љубљане, Скопља и Суботице против фашизације земље и владе Милана Стојадиновића - у сукобу студената-комуниста са члановима националистичке организације „Орјуна“ у згради Медицинског факултета убијен је студент права и члан КПЈ Жарко Мариновић (1911—1936). У знак сећања на тај догађај, данашњи дан се обележава као Дан студената Београдског универзитета.
- 1939 — На ирачки престо ступио Фејсал II, после смрти свог оца, краља Газија I.
- 1945 — Америчка 3. армија је заузела немачки град Касел после тродневних борби.
- 1945 — Мађарска се ослободила нацистичке власти. Данашњи дан се у Мађарској слави као Дан ослобођења.
- 1949 — Министри спољних послова САД и 11 западноевропских држава у Вашингтону потписали су Северноатлантски споразум о формирању НАТО пакта.
- 1960 — Француска и Федерација Мали потписали споразум којим је Федерација Мали стекла независност.
- 1962 — Основана Федерација Јужне Арабије.
- 1968 — Амерички борац за људска права Мартин Лутер Кинг је убијен у Мемфису.
- 1969 — У Хјустону, америчка држава Тексас, извршена прва операција уграђивања вештачког срца у људски организам. Први пацијент с вештачким срцем живео четири дана.
- 1975 — У паду америчког војног транспортног авиона после полетања из Сајгона погинуло 155 вијетнамске деце, ратне сирочади.
- 1976 — Нородом Сиханук је абдицирао са места вође Камбоџе и ухапшен је од стране Црвених Кмера.
- 1984 — Амерички председник, Роналд Реган позвао на међународну забрану хемијског оружја
- 1992 — Основана је Полиција Републике Српске.
- 1998 — У експлозији метана у украјинском руднику угља „Скачинско“, у Доњецкој области, погинула 63 рудара.
- 1999 — У ваздушним ударима НАТО на Рафинерију нафте у Панчеву погинула три радника рафинерије. У бомбардовању топлане на Новом Београду погинуо чувар топлане.
- 2001 — Министар одбране Судана и 14 војних функционера погинуло у авионској несрећи, у критичном тренутку грађанског рата у земљи.
- 2002 — Војска Анголе и УНИТА потписали примирје у Луанди, чиме је окончан грађански рат у Анголи. Око милион људи погинуло у борбама Владиних снага и УНИТА-е које су почеле 1975. после стицања независности од Португалије.
- 2003 — Америчке војне снаге заузеле багдадски међународни аеродром „Садам“ и преименовале га у „Багдад интернешенел“.

## Рођења
- 1825 — Ђуро Даничић, српски филолог, преводилац и лингвиста. (прем. 1882)[1]
- 1887 — Никола Танурџић, српски трговац, задужбинар и добротвор. (прем. 1969)
- 1898 — Агнес Ерс, америчка глумица. (прем. 1940)[2]
- 1913 — Мади Вотерс, амерички музичар, често називан оцем блуза. (прем. 1983)[3]
- 1914 — Маргерит Дирас, француска књижевница, драматуршкиња, сценаристкиња, есејисткиња и редитељка. (прем. 1996)[4]
- 1922 — Васа Пантелић, српски глумац. (прем. 2008)
- 1923 — Никола Хајдин, српски грађевински инжењер, председник САНУ (2003—2015). (прем. 2019)[5]
- 1925 — Бранислав Сурутка, југословенски спикер и ТВ водитељ. (прем. 1979)[6]
- 1926 — Борка Вучић, истакнути српски политичар и банкарски стручњак. (прем. 2009)[7]
- 1932 — Ентони Перкинс, амерички глумац, редитељ и певач. (прем. 1992)[8]
- 1932 — Андреј Тарковски, руски редитељ, сценариста, писац и теоретичар филма. (прем. 1986)[9]
- 1938 — Мелита Бихали, српска глумица. (прем. 2023)[10]
- 1941 — Петар Краљ, српски глумац. (прем. 2011)[11]
- 1943 — Мирсад Фазлагић, босанскохерцеговачки фудбалер и фудбалски тренер.[12]
- 1944 — Крејг Т. Нелсон, амерички глумац, редитељ и продуцент.[13]
- 1947 — Љубиша Рајић, српски филолог и преводилац, оснивач Катедре за скандинавистику на Филолошком факултету у Београду. (прем. 2012)[14]
- 1948 — Драгиша Вучинић, српски кошаркаш и кошаркашки тренер.[15]
- 1948 — Ден Симонс, амерички писац.
- 1950 — Кристина Лати, америчка глумица.[16]
- 1952 — Гари Мур, северноирски музичар, најпознатији као блуз/рок гитариста и певач. (прем. 2011)[17]
- 1957 — Аки Каурисмеки, фински редитељ, сценариста и продуцент.[18]
- 1960 — Хјуго Вивинг, енглески глумац.[19]
- 1964 — Бранко, бразилски фудбалер и фудбалски тренер.[20]
- 1965 — Роберт Дауни Млађи, амерички глумац, продуцент и музичар.[21]
- 1968 — Хесус Рољан, шпански ватерполиста. (прем. 2006)[22]
- 1970 — Бари Пепер, канадски глумац.[23]
- 1972 — Александар Братић, босанскохерцеговачки фудбалер.[24]
- 1972 — Марко Живић, српски глумац и ТВ водитељ. (прем. 2021)[25]
- 1976 — Емерсон Фереира да Роса, бразилски фудбалер.[26]
- 1979 — Хит Леџер, аустралијски глумац и редитељ. (прем. 2008)[27]
- 1981 — Сашо Ожболт, словеначки кошаркаш.[28]
- 1983 — Бен Гордон, британско-амерички кошаркаш.[29]
- 1983 — Аманда Ригети, америчка глумица.[30]
- 1985 — Алексеј Котишевски, руски кошаркаш.[31]
- 1985 — Дуди Села, израелски тенисер.[32]
- 1985 — Руди Фернандез, шпански кошаркаш.[33]
- 1986 — Мохамед Авал Исах, гански фудбалер.[34]
- 1987 — Сара Гадон, канадска глумица.[35]
- 1987 — Сами Хедира, немачки фудбалер.[36]
- 1989 — Иван Смиљанић, српски кошаркаш.[37]
- 1992 — Нина Краљић, хрватска музичарка.[38]
- 1993 — Френк Камински, амерички кошаркаш.[39]
- 2002 — Иван Гутеша, српски фудбалски голман.

## Смрти
- 636 — Исидор Севиљски, бискуп, историчар и римокатолички светац. (рођ. 560)[40]
- 1284 — Алфонсо X Мудри, краљ Кастиље (рођ. 1221)[41]
- 1617 — Џон Непер, шкотски математичар који је изумео и саставио логаритамске таблице и дао упутство о њиховом састављању. (рођ. 1550)[42]
- 1765 — Михаил Васиљевич Ломоносов, руски научник, песник и академик. (рођ. 1711)[43]
- 1892 — Георгина Тесла (позната и као Ђука Тесла; девојачко Мандић) била је мајка Николе Тесле (рођ. 1822)[44]
- 1914 — Чарлс Сандерс Перс, филозоф, математичар и научник (рођ. 1839)
- 1929 — Карл Бенц, немачки инжењер, конструктор четворотактног бензинског мотора и првог аутомобила. (рођ. 1844)[45]
- 1968 — Мартин Лутер Кинг, борац за грађанска права и мир (рођ. 1929)[46]
- 1976 — Хари Никвист, амерички инжењер електронике шведског порекла који је значајно допринео теорији информација. (рођ. 1889)[47]
- 1983 — Глорија Свонсон, америчка позоришна и филмска глумица (рођ. 1899)[48]
- 1983 — Бернард Вукас, хрватски фудбалер. (рођ. 1927)[49]
- 1995 — Зоран Мишчевић, певач групе Силуете
- 1998 — Милутин Васовић, југословенски и српски гитариста и један од оснивача групе Седморица младих (рођ. 1942)[50]
- 2002 — Милутин Гарашанин, српски археолог, члан Српске академије наука (рођ. 1920)[51]
- 2011 — Бошко Вуксановић, ватерполиста и тренер, селектор репрезентације. (рођ. 1928)[52]

## Празници и дани сећања
- Српска православна црква слави:
  - Свештеномученика Василија - презвитера анкирског
  - Свету Дросиду
  - Преподобномученика Јевтимија
- Почев од 1955, 4. април се слави као дан студената Београдског универзитета, у знак сећања на студентске протесте 1936. године када је у сукобу студената и припадника профашистичке „Организације националних студената“ (ОРНАС), погинуо Жарко Мариновић, студент Правног факултета.